# Alastair Denniston
 (septembre 2014).
Alexander Guthrie (Alastair) Denniston, né le 1er décembre 1881, à Greenock et mort le 1er janvier 1961, à Milford on Sea, est un cryptanalyste britannique, commandant la Government Code and Cypher School (GC&CS), de 1919 à 1942.

## Biographie
Fils de médecin, Denniston fait ses études à l'Université de Bonn et à l'Université de Paris. Il joue au hockey sur gazon dans l'équipe écossaise qui gagne une médaille de bronze aux Jeux olympiques de 1908.

### Première Guerre mondiale
En 1914, Denniston est l'un des pionniers de la Salle 40 de l'amirauté, salle chargée d'organiser l'interception et le décryptage des trafics ennemis. En 1917, il épouse une collègue, Dorothy Mary Gilliat.

### Entre-deux-guerres
En 1919, la Salle 40 fusionne avec le MI1 de l'armée de terre pour former le GC&CS. Denniston est choisi pour diriger cette nouvelle organisation.
Le 26 juillet 1939, Denniston est l'un des trois Britanniques (avec Dilly Knox et Humphrey Sandwith) qui participent à la conférence Pologne/France/GB de Kabaty, sud de Varsovie. Le bureau polonais du chiffre initie ses alliés au décryptage d'Enigma, dans l'état des travaux.

### Seconde Guerre mondiale
En 1939, le GC&CS dont les effectifs ont démesurément enflé est relocalisé à Bletchley Park.
En octobre 1941, quatre cryptanalystes de poids, Alan Turing, Gordon Welchman, Stuart Milner-Barry et Hugh Alexander avaient court-circuité Denniston, en écrivant à Churchill, pour se plaindre du manque chronique de moyens de Bletchley Park. La lettre loue "l'énergie et la prévoyance de Travis".
Churchill réagit immédiatement : "Action this day". Des moyens sont mis à disposition. Travis préside une révolution qui met la gestion du renseignement au niveau de son mode de production.
En février 1942, le GC&CS est réorganisé. Denniston devient chef d'une division civile et diplomatique de Londres. Il est relevé par Edward Travis.
Ayant pris sa retraite en 1945, Denniston enseigne le français et le latin à Leatherhead.

## Distinctions
- Officer of the Order of the British Empire (OBE) (1918)
- Companion of the Order of the British Empire (CBE) (1933).
- Companion of the Order of St Michael and St George (CMG) (1941)

## Représentation dans la fiction
Alastair Denniston est un personnage majeur d’Imitation Game, un film biographique centré sur Alan Turing. Si le film est globalement approuvé par les historiens du sujet, la représentation de Denniston est considérée comme très exagérément négative, principalement dans le but de créer un méchant pour le film. Cette impression est renforcée par le choix pour le rôle de Denniston de l'acteur Charles Dance, connu pour le rôle de Tywin Lannister.

## Liens
- The Papers of Alexander Guthrie Denniston are held at the Churchill Archives Centre in Cambridge, and are accessible to the public.
- DatabaseOlympics.com profile
- Thirty Secret Years: A. G. Denniston's work in signals intelligence 1914-1944

## Source
- (en) Cet article est partiellement ou en totalité issu de l’article de Wikipédia en anglais intitulé « Alastair Denniston » (voir la liste des auteurs).